# Port lotniczy Guanaja
Port lotniczy Guanaja (IATA: GJA, ICAO: MHNJ) – port lotniczy zlokalizowany na honduraskiej wyspie Guanaja.

## Linie lotnicze i połączenia
- Aerolineas Sosa (La Ceiba)